# Ельшибек
Ельшибек — могильники эпохи бронзы в Центральном Казахстане, на территории Шетского района Карагандинской области, в 20 км к юго-западу от железнодорожной станции Киик, в 2,5 — 3 км к югу от горы Ушкызыл. В 1957 году исследованы Центрально-Казахстанской археологической экспедицией (рук. А. Маргулан). В составе могильников Ельшибек встречаются курганы «с усами» эпохи раннего железа, 120 оградок эпохи бронзы, три — периода Тюркского каганата. На восточной стороне одной из оград есть каменные изваяние. Оградки кольцевой и четырёхугольной формы (квадрат, прямоугольник), выложены из крупных гранитных плит, врытых в ребро. Раскопаны и исследованы четыре оградки и курган «с усами». Внутри оградок вскрыты 9 каменных ящиков с погребениями. Встречается трупоположение и трупосожжение. Найдены 5 целых и 2 обломка глиняных сосудов, относящиеся к разным периодам бронзового века, украшенные геометрическими орнаментами, а также бусы из камня и бронзы, просверленные кости, зубы диких животных и др. При исследовании большого кургана с «усами» на дне продолговатой могилы обнаружены два скелета мужского пола, длина около 180 см; в южном кургане под камнями найдены продолговатый сосуд без орнаментов, а в маленьком западном кургане обнаружены костные останки ребёнка. Курганы «с усами» относятся к 5—3 вв. до н. э. Ельшибек — один из самых больших могильников, характеризующий культуру племен, населявших Центральный Казахстан в эпоху бронзы и раннего железа.